# بيرنا لاتشين
بيرنا لاتشين (بالتركية: Berna Laçin)‏ هي ممثلة ومذيعة تركية ولدت في يوم 20 أغسطس 1970 في إزمير في تركيا. بدأت التمثيل في سنة 1990 ومثلت في مسلسل بيلالي بالديز مع نورغول يشيلتشاي وكنان عشق.